# Ибадуллаев, Али Азиз оглы
Ибадуллаев, Али Азиз оглы (азерб. Əli Əziz oğlu İbadullayev; 11 апреля 1951, Баку) —  азербайджанский скульптор и художник-живописец, Народный художник Азербайджанской Республики (2015 год).

## Биография
Али Ибадуллаев родился 11 апреля 1951 года в селе Амирджаны вблизи Баку (ныне — посёлок в Сураханском районе Баку).  В период с 1966 по 1970 годы он учился в Азербайджанском государственном институте живописи имени Азима Азимзаде, а с 1970 по 1975 годы получал образование в Московском высшем художественном училище имени Строганова. С 1978 года является членом Союза художников СССР и Азербайджанского союза художников.

## Творчество
В творчестве Али Ибадуллаева представлены образцы скульптуры. С 2006 года он сотрудничает с коллегой Салхаб Мамедовым, создавая большинство своих скульптурных произведений совместно. Среди них такие композиции, как "Мугам" (2009, Баку), "Памятник нефтянику Фарману Салманову" (2009, Югра, Россия), "Ходжалы" (2011, Берлин, Германия), "Дервиши" (2011, Баку), "Памятник Низами Гянджеви" (2012, Рим), "Абшеронские огни" (2012, Баку), "Памятник дружбе Азербайджана и Польши" (2013, Кнезно, Польша), "Памятник инженеру Стефану Шкшивану" (2013, Лодзь, Польша), "Доска памяти Расима Оджакова" (2013, Баку), "Памятник инженеру нефтяному Павлу Потоцки" (2015, Краков, Польша), "Памятник гранату" (2015, Гейчай).
У Музея современного искусства в Баку установлены композиции "Ветер" и "Комета".
3 июня 2017 года городе Эвиан-ле-Бен, на берегу озера Леман состоялась церемония открытия памятника выдающейся азербайджанской поэтессе Хуршудбану Натаван, созданного Салхабом Мамедовым и Али Ибадуллаевым.
В творчестве Али Ибадуллаева представлены также значительное количество картин. К их числу относятся триптихи "Мугам", "Каспийское море", "Вулкан", "Абшеронский мотив", а также произведения "Движение", "Розы цвета махагони", "Полет", "Гранат", "Виноградник" и многие другие.
В 2011 году в Берлине прошла персональная выставка работ Али Ибадуллаева. Его произведения находятся в различных государственных музеях Азербайджана, России, Германии, Канады, а также в частных коллекциях в Испании, Италии, Франции, Бельгии, Дании, Швеции, Нидерландах, Великобритании, Турции, Швейцарии, Японии, Алжире, США, Венесуэле и других странах.

## Награды и звания
- Награда Международного Красного Креста — 1996 год[3]
- Заслуженный художник Азербайджанской Республики — 29 декабря 2006 года[7]
- Премия "Зирвя" — 9 марта 2012 года[8]
- Народный художник Азербайджанской Республики — 30 декабря 2015 года[9]

## Галерея работ

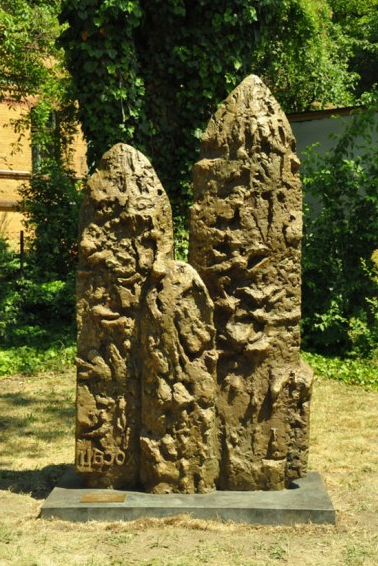
"Ходжалы" (2011, Берлин)
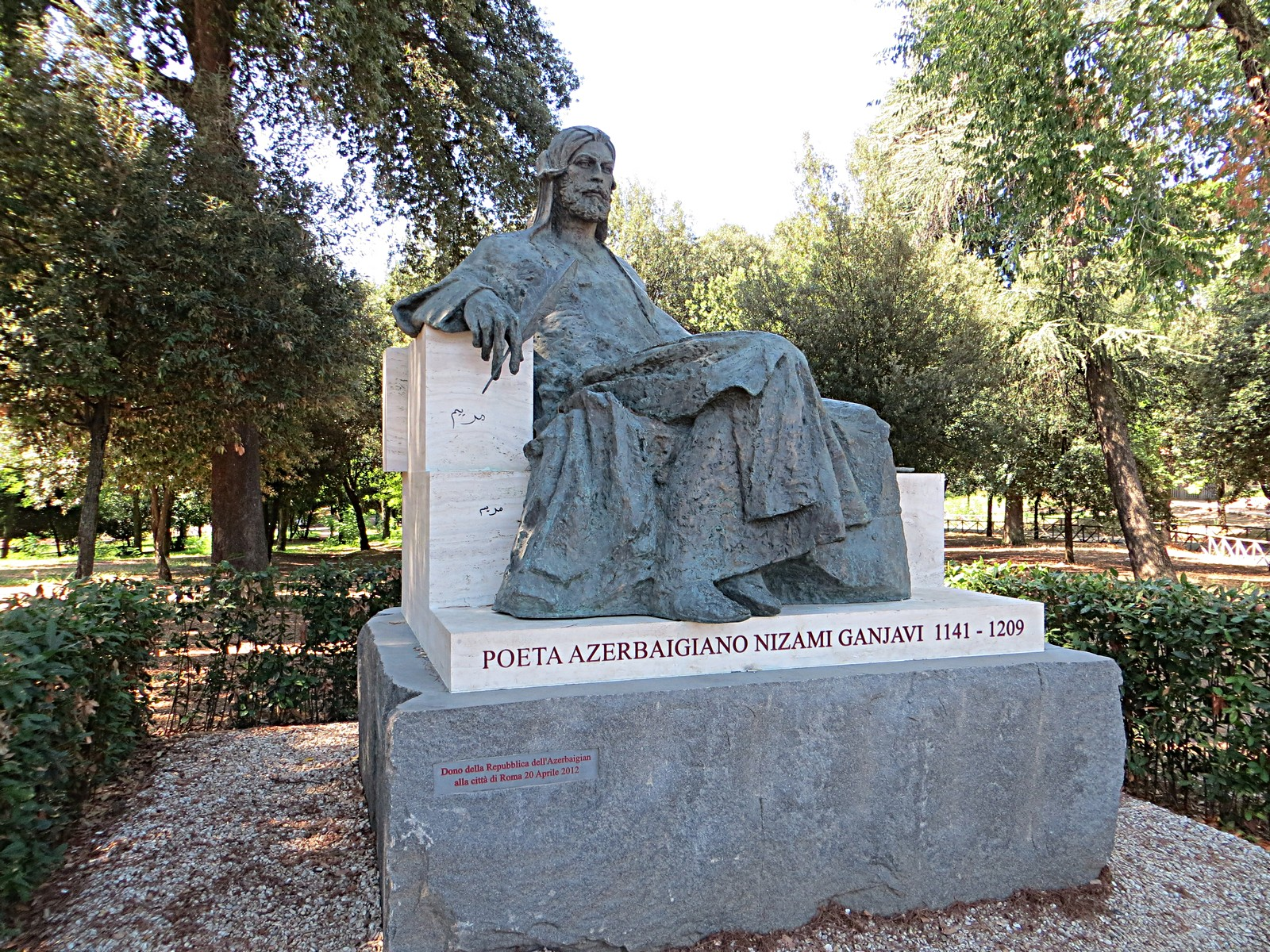
"Памятник Низами Гянджеви" (2012, рим)
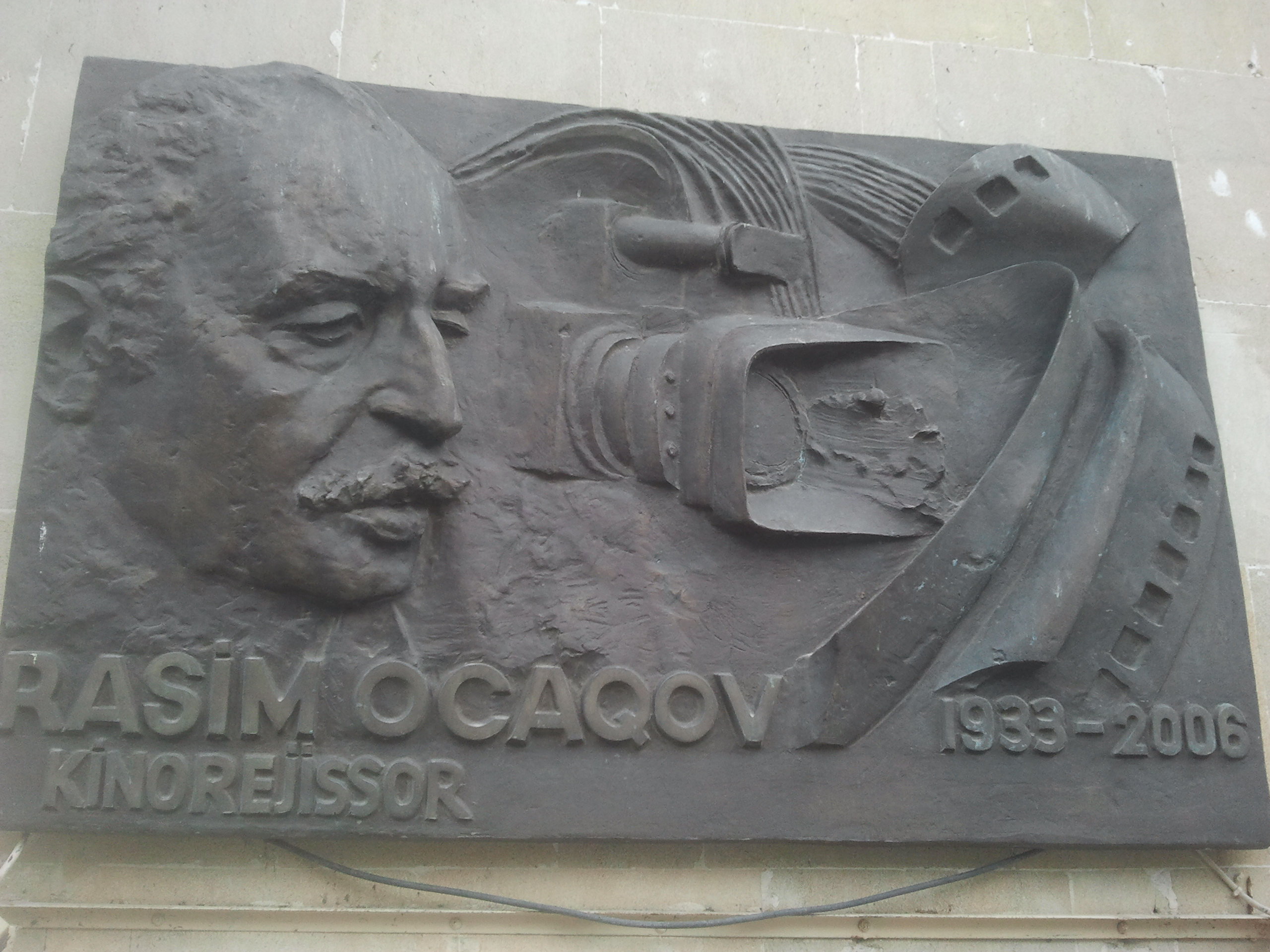
"Мемориальная доска в память Расиму Оджагову" (2013, Баку)
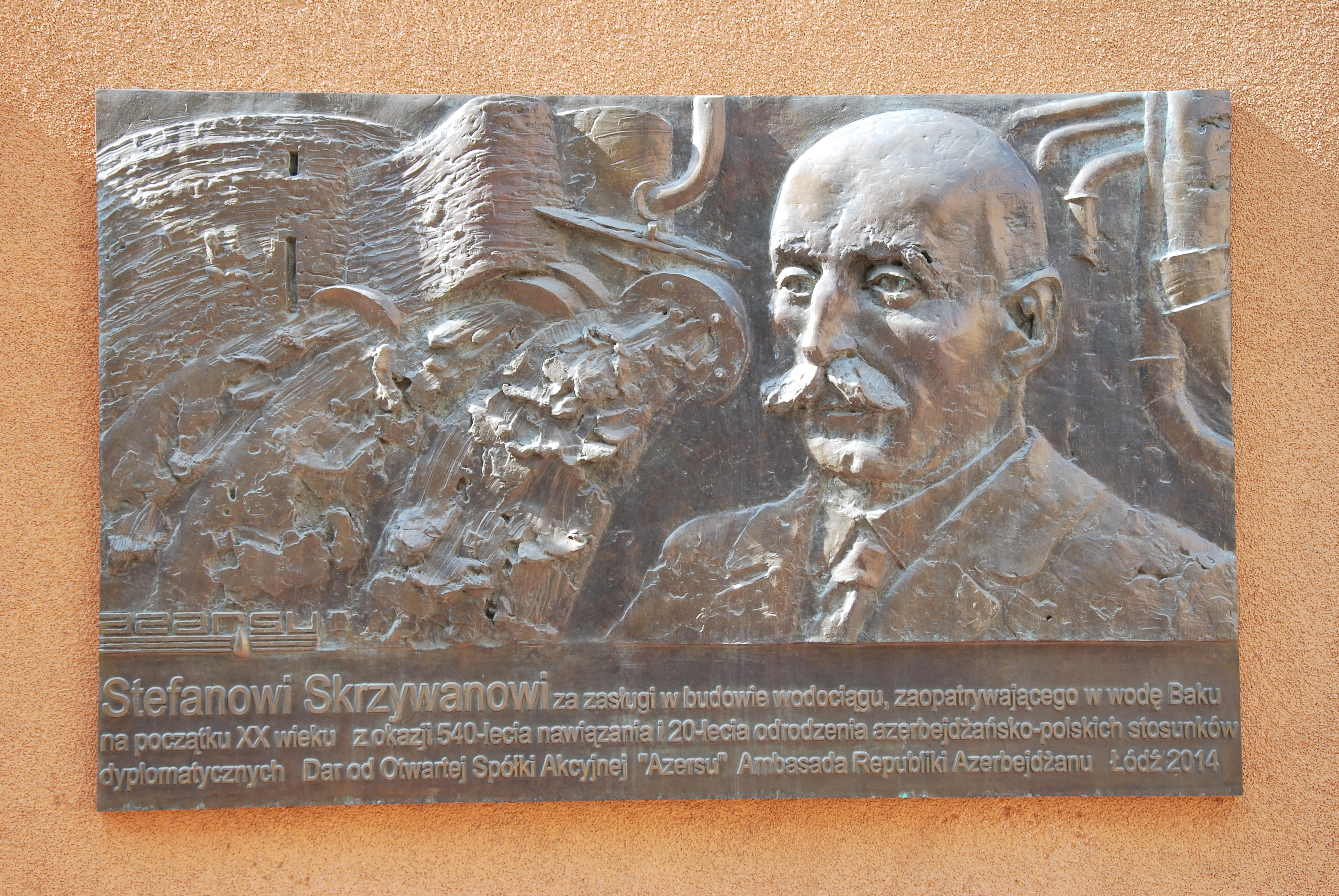
"Мемориальная доска в память Стефану Скшивану" (2013, Лодзь, Польша)